# I Megaphone
Az I Megaphone a brit dalszövegíró, énekesnő Imogen Heap 1998-ban kiadott első albuma. Kislemezként a "Getting Scared", a "Shine", a "Come Here Boy" és az "Oh Me, Oh My"  jelent meg róla (utóbbi csak az amerikai rádiók számára volt elérhető); a cím az előadó, Imogen Heap nevének anagrammája.

## A lemez számai
A másként jelölteken kívül minden dal zenéjét és szövegét Imogen Heap szerezte.
1. "Getting Scared" (Heap, Sigsworth) – 4:53
2. "Sweet Religion" – 4:03
3. "Oh Me, Oh My" – 5:05
4. "Shine" – 4:40
5. "Whatever" (Eisler, Heap) – 3:44
6. "Angry Angel" – 4:45
7. "Candlelight" – 4:39
8. "Rake It In" (Eisler, Heap) – 3:50
9. "Come Here Boy" – 3:58
10. "Useless" – 5:19
11. "Sleep" – 3:46
12. "Airplane" (Heap, Sigsworth) (Japán bónusz dal) – 4:20
13. "Whatever" Demó verzió (Eisler, Heap) (Japán bónusz dal) – 3:44

A CD-t 2006. november 14-én újra kiadták Amerikában az utolsó két dal nélkül.

### Japán újrakiadás
2002 januárjában az Aozora Records az albumot újra megjelentette Japánban.
1. "Getting Scared" (Heap, Sigsworth) – 4:53
2. "Sweet Religion" – 4:03
3. "Oh Me, Oh My" – 5:05
4. "Shine" – 4:40
5. "Whatever" (Eisler, Heap) – 3:44
6. "Angry Angel" – 4:45
7. "Candlelight" – 4:39
8. "Rake It In" (Eisler, Heap) – 3:50
9. "Come Here Boy" – 3:58
10. "Useless" – 5:19
11. "Sleep" – 3:46
12. "Aeroplane" Frou Frou Mix (Heap, Sigsworth) – 4:20
13. "Feeling Strange" – 4:38
14. "Blanket" Featuring Urban Species (Heap, Urban Species) – 5:47
15. "Kidding" (élő felvétel, rejtett dal) – 4:31

## Közreműködők
- Imogen Heap - ének, billentyűs és egyéb hangszerek;
- Randy Jackson - basszusgitár
- Andy Kravitz - dobok
- Abe Laboriel Jr. - dobok

További közreműködők
- David Kahne - producer, hangmérnök, keverés
- Dave Stewart - producer
- Guy Sigsworth - producer
- Nick Addison - hangmérnök
- Phil Bodger - hangmérnök
- Peter Norris - hangmérnök
- Greg Calbi - master keverés
- Roland Herrington - keverés
- Dwight Marshall - fotó
- Chazz - fotó
- Alex Silva - programozó
- Andy Wright - programozó